# Libertarian Review
Libertarian Review est un ancien petit magazine libertarien publié du début des années 1970 aux États-Unis (jusqu’en 1981), qui a pris de l’importance en 1977 avec le soutien d’un milliardaire libertarien (l’un des frères Koch).

## Histoire
Créé par Robert Kephart en 1972 en tant que simple revue de la littérature libertarienne ou de la littérature d’intérêt pour les libertariens, initialement intitulé "SIL Book Review » (pour les deux premiers numéros), puis renommée  « Books for Libertarians » en 1974 et publiée par le Cato Institute.
En 1977, l’oligarque libertarien Charles Koch a acheté le magazine pour le transformer en un journal qu’il voulait d’audience nationale. Il est alors édité sous la direction de Roy A. Childs, Jr, un autodidacte qui s’est ainsi fait connaitre comme l’un des intellectuels et critiques libertariens les plus controversés, notamment en défiant ce que les libertaires considèrent être l’État-providence (ensuite, après une décennie, a été embauché comme directeur de rédaction et critique littéraire  en chef de  « Laissez Faire Books » ). Il a introduit dans la revue des textes d’auteurs tels que  Murray Rothbard , John Hospers, Thomas Szasz, Roger Lea MacBride ou le milliardaire (et financeur de la revue) Charles Koch.
Il y avait alors sur le marché deux autres magazines libertaires : Reason, plutôt destiné à la frange la plus à droite du spectre libertarien, et Inquiry (mot qui en anglais signifie « commission d’enquête ») un peu plus social-libéral, c’est-à-dire orienté vers la frange la moins à droite du courant libertarien américain. Durant l'été 1981, la Fondation Koch, qui finançait à la fois Inquiry et la revue Libertarian Review, a décidé qu'elle ne continuerait pas à soutenir deux magazines ; elle a abandonné le titre « Libertarian Review » qui à partir du numéro de janvier-février 1982 (le dernier numéro date de novembre / décembre 1981) a été fusionné à Inquiry, mais l’édition d’Inquiry qui était prise en charge par le Cato Institute a été transférée en février 1982 vers la « Libertarian Review Foundation » .

## Contenus
La revue « Libertarian Review » était plus orientée par le mouvement libertarien et vers lui que les deux autres magazines, et elle en différait aussi par sa forte opposition à l'énergie nucléaire (au profit des Énergies fossiles traditionnellement soutenues par les libertaires nord américains). 
Initialement consacrée à la littérature libertarienne elle a aussi invité des auteurs à écrire dans la revue, sur divers thèmes économiques et de la politique intérieure ou extérieure des États-Unis.